# Quotumregel
De quotumregel stelt dat het aantal zetels van een partij gelijk is aan haar evenredig aandeel, afgerond naar boven of beneden. In de wiskunde en politicologie is dit een gewenste eigenschap van evenredige zeteltoewijzingsmethoden.
Als een partij bijvoorbeeld 10,56% van de stemmen krijgt en er 100 zetels in een parlement zijn, dan bepaalt de quotumregel dat wanneer alle zetels zijn verdeeld, de partij 10 of 11 zetels zou moeten krijgen. 
De meest voorkomende toewijzingsmethode (D'Hondt-methode) schendt de quotumregel in bepaalde situaties, terwijl meer onpartijdige verdelingsmethodes dit slechts zelden (Sainte-Laguë-methode) tot nooit (grootste-overschottenmethode) doen.

## Wiskunde
De onder- en bovengrens zijn als volgt te verkrijgen. Eerst dient het zetelrecht (evenredig aandeel) van een partij bepaald te worden, oftewel het aantal zetels dat de partij idealiter zou krijgen. Daarna wordt deze waarde naar onder en naar boven afgerond op het gehele getal.
{\displaystyle {Ondergrens=}\lfloor {\frac {{\text{Stemmen}}_{\text{partij}}}{\#{\text{Stemmen}}}}\cdot \#{\text{Zetels}}\rfloor }

{\displaystyle {Bovengrens=}\lceil {\frac {{\text{Stemmen}}_{\text{partij}}}{\#{\text{Stemmen}}}}\cdot \#{\text{Zetels}}\rceil }
De ondergrens is dan het afgeronde naar het dichtstbijzijnde gehele getal, terwijl de bovengrens het zetelrecht afgerond naar boven is. De quotumregel stelt dat de enige twee toewijzingen die een partij zou moeten ontvangen, de onderste waarde ofwel de bovenste waarde moet zijn. Als een partij op enig moment een groter of kleiner aantal zetels krijgt dan de boven- of ondergrens, dan wordt die toewijzing (en dus ook de methode die wordt gebruikt om de zetels te verdelen) beschouwd als een schending van de quotumregel.

### Voorbeeld
Als er 5 beschikbare zetels zijn en 300 stemmers, en partij A heeft 106 stemmen gekregen, dan is het zetelrecht voor partij A {\displaystyle {\frac {106}{300}}\cdot 5\approx 1,8}. De ondergrens voor partij A is 1, omdat 1,8 afgerond naar beneden gelijk is aan 1. De bovengrens (1,8 naar boven afgerond) is 2. De quotumregel bepaalt daarom dat partij A 1 of 2 zetels zou moeten krijgen.
Als er een tweede partij is, B, die 137 stemmen heeft, dan bepaalt de quotumregel dat partij B idealiter {\displaystyle {\frac {137}{300}}\cdot 5\approx 2,3} zetels ontvangt. Afgerond naar boven of beneden is dit 2 of 3 zetels. 
Ten slotte heeft een partij C met de overige 57 stemmen recht op {\displaystyle {\frac {57}{300}}\cdot 5\approx 0,95}, wat betekent dat het aantal toegewezen zetels 0 of 1 zou moeten zijn. 
De quotumregel schrijft enkel een bereik voor. De methode voor de daadwerkelijke toewijzing van de zetels (grootste gemiddelden of grootste overschotten) is bepalend voor de vraag of een toewijzing in strijd is met de quotumregel.

## Gebruik in verdelingsmethoden
Verschillende methoden voor het toewijzen van zetels voldoen al dan niet aan de quotumregel. De grootste-overschottenmethode voldoet altijd aan de quotumregel. De methode werkt door elke partij een evenredig aandeel toe te wijzen, afgerond naar beneden. Vervolgens worden de restzetels aan de partij met het grootste restant gegeven, totdat er geen restzetels meer te verdelen zijn. Omdat het onmogelijk is om meer dan één restzetel aan een partij te geven, zal elke partij altijd gelijk zijn aan zijn aan de onder- of bovengrens.
De D'Hondt-methode schendt de quotumregel soms door meer zetels toe te wijzen dan de bovengrens toestaat. Dit kan er zelfs toe leiden dat een minderheid van de stemmen een meerderheid aan zetels oplevert. Omdat dit de eerste methode was die werd gebruikt voor de verdeling van de zetels in het Amerikaanse Congres, leidde deze schending tot een groot probleem: grotere staten kregen vaak meer afgevaardigden dan kleinere staten. Dit probleem werd pas opgelost toen de Sainte-Laguë-methode in 1842 werd geïmplementeerd. Hoewel de methode van Sainte-Laguë in theorie de quotumregel kan schenden, komen zulke gevallen uiterst zelden voor.
Hoewel methodes zoals D'Hondt-methode de quotumregel regelmatig schenden, achten wiskundigen en politicologen het soms beter om de quotumregel af en toe te schenden dan om andere verdelingsparadoxen te veroorzaken. Sommige geavanceerde methoden (zoals de Sainte-Laguë-methode) schenden de quotumregel zo zelden dat dit nog nooit is voorgekomen bij echte verkiezingen, terwijl andere methoden die de quotumregel nooit schenden (grootste-overschottenmethode), juist wel toewijzingsparadoxen veroorzaken.